# Sapromyza cincitventris
Sapromyza cincitventris är en tvåvingeart som beskrevs av Leander Czerny 1932. Sapromyza cincitventris ingår i släktet Sapromyza och familjen lövflugor. Inga underarter finns listade i Catalogue of Life.